# Młodzieżowe Indywidualne Mistrzostwa Szwecji na Żużlu 1989
Młodzieżowe Indywidualne Mistrzostwa Szwecji na Żużlu 1989 – cykl turniejów żużlowych, mających wyłonić najlepszych szwedzkich żużlowców w kategorii do 21 lat, w sezonie 1989. Tytuł wywalczył Henrik Gustafsson.

## Finał
- Kumla, 16 września 1989

| Msc. | Zawodnik          | Klub       | Pkt |  |  |
| ---- | ----------------- | ---------- | --- |  |  |
| 1    | Henrik Gustafsson | Indianerna | 14  |  |  |
| 2    | Tony Rickardsson  | Stockholm  | 12  |  |  |
| 3    | Stefan Dannö      | Indianerna | 11  |  |  |
| 4    | Niklas Karlsson   | Ornarna    | 10  |  |  |
| 5    | Kenneth Lindby    | Bysarna    | 10  |  |  |
| 6    | Peter Karlsson    | Ornarna    | 9   |  |  |
| 7    | Claes Ivarsson    | Vetlanda   | 8   |  |  |
| 8    | Magnus Oscarsson  | Indianerna | 8   |  |  |
| 9    | Niklas Johansson  | Bysarna    | 8   |  |  |
| 10   | Joakim Karlsson   | Skepparna  | 8   |  |  |
| 11   | Mikael Karlsson   | Ornarna    | 7   |  |  |
| 12   | Robert Johansson  | Smederna   | 5   |  |  |
| 13   | Pierre Carlsson   | Eskilstuna | 4   |  |  |
| 14   | Tomas Karlsson    | Vargarna   | 3   |  |  |
| 15   | Kristian Hultgren | Bysarna    | 2   |  |  |
| 16   | Jan Bergqvist     | Smederna   | 1   |  |  |